# 五福星
『五福星』（ごふくせい、原題：奇諜妙計五福星、英題：Winners and Sinners）は、1983年に公開された香港映画。香港では公開年の年間総合ランキング2位の大ヒットとなった。

## 概要
サモ・ハン・キンポー監督・主演の福星シリーズ第1弾。サモ・ハンを含めたジョン・シャム、リチャード・ン、チャールス・チン、フォン・ツイファンの主要な五人組メンバー以外にも、サモ・ハン作品やジャッキー・チェン作品でおなじみのキャストが勢ぞろいしており、ジャッキーも準主演級の出演、ユン・ピョウも端役ではあるが出演している。1983年香港電影金像奨 最佳動作設計（ベストアクションデザイン）を受賞している。
日本では『コータローまかりとおる!』との2本立てで公開された。日本劇場公開版ではジャッキー主演として編集された。製作年、香港公開ともに『プロジェクトA』よりも前の作品ではあるが、日本では『プロジェクトA』の方が先に劇場公開され、ジャッキー、サモ・ハン、ユン・ピョウの"ゴールデン・トリオの人気がピークのころに公開され、公開直前には3人による武道館コンサートまで開かれている。

## ストーリー
刑務所で意気投合したポット、チンケ、ハンサム、モジャ、マジメの5人は出所後に社会復帰しようと清掃会社『五寶清潔公司』を開業したが仕事のわりに儲からない。
そこで労働の息抜きとして清掃を行った屋敷主催のパーティーに潜り込み、ついでに金持ち達と会って顧客の開拓を目論んだが、それはマフィアの主催するパーティーだった。しかもマフィアが闇取引で用意した偽札入りアタッシュケースを盗んだと勘違いされてモジャの美人の妹を人質に取られてしまう。
ポット率いる五福星と、彼らに協力する冴えない新米刑事ジャッキーとのマフィアを巡る壮大な救出作戦が幕を開けた。

## 登場人物
ポット
空き巣で逮捕。五人組では末端。実はクンフーの達人であるが、争いを好まない控え目な性格。
モジャ
社会運動家。叔父の家に妹と一緒に住んでいる。出所後の4人はモジャの家に居候する。
排気管（吹替版はチンケ）
自動車部品泥棒で逮捕。劇中では透明人間になったつもりで全裸になるシーンがあり、これでリチャードは第3回香港電影金像奨の主演男優賞にノミネートされた。
ワセリン（吹替版はハンサム）
宝飾品強盗で逮捕。極端な面喰いでナンパ癖がある女好き。
ルーキー（吹替版はマジメ）
五人組のリーダー。長身で髭面。ひょんなことで逮捕された。
シャーリー（吹替版はメイヤー）
モジャの妹。ポットに好意を持っている。
"CID 07" （吹替版は警官7086号）
香港警察の刑事。手柄を焦るあまり、失態を犯す事が多い。ローラースケートも得意である。
警部
ジャッキーの上司。「ローズ」と「アルバート」という二匹の亀を飼っている。
ジャック・チェン・チウ・ター
マフィアの親玉。

## キャスト
| 役名                 | 俳優                 | 日本語吹替 |
| 役名                 | 俳優                 | フジテレビ版 （追加録音部分）                                                                                         |
| -------------------- | -------------------- | --- |
| ポット               | サモ・ハン・キンポー | 水島裕 （水島裕） |
| モジャ               | ジョン・シャム       | 広瀬正志 （屋良有作）                                                                                                 |
| チンケ               | リチャード・ン       | 二又一成 （二又一成）                                                                                                 |
| ハンサム             | チャールス・チン     | 大塚芳忠 （大塚芳忠）                                                                                                 |
| マジメ               | フォン・ツイファン   | 玄田哲章 （玄田哲章）                                                                                                 |
| シャーリー           | チェリー・チェン     | 佐々木優子 （佐々木優子）                                                                                             |
| 警官7086号           | ジャッキー・チェン   | 石丸博也 |
| ジャック・チウ・ター | ジェームズ・ティエン | 飯塚昭三 （銀河万丈）                                                                                                 |
| 警部                 | フィリップ・チャン   | 西村知道 |
| ホー                 | ポール・チャン       | 亀井三郎 |
| シシー               | イップ・トン         | |
| チェンの娘           | パット・ハー         | さとうあい |
| 運転手（取引人）     | タイ・ポー           | 山口健 |
| 刑事                 | ユン・ピョウ         | 大滝進矢 |
| 刑事の恋人           | ムーン・リー         | |
| 執事チン             | ラム・チェンイン     | 小関一 |
| ひったくり           | マース               | |
| その他               | N/A                  | 滝沢ロコ キートン山田 千田光男 福士秀樹 山田礼子 笹岡繁蔵 大山高男 稲葉実 幹本雄之 竹村拓 追加録音版キャスト 石狩勇気 |
| 日本語版スタッフ     |                      | |
| 演出                 | 演出                 | 左近允洋 |
| 翻訳                 | 翻訳                 | 額田やえ子 |
| 調整                 | 調整                 | 飯塚秀保 |
| 効果                 | 効果                 | PAG |
| 制作                 | 制作                 | グロービジョン |
| 初回放送             | 初回放送             | 1986年4月19日 『ゴールデン洋画劇場』 21:00-22:54                                                                      |

日本語吹替はBD・日本語吹替収録版DVDに収録。同吹替版は2021年12月26日にWOWOWにて地上波放送時にカットされた部分を追加録音した「吹替補完版」として放送。「吹替補完版」は2024年5月3日に発売されたエクストリーム・エディション版BDに収録。

## 香港未公開NGカット版付五福星
日本では本作とは別に、映画本編にNG集を付け加えた『香港未公開NGカット版付五福星』が東映系で劇場公開(1985年2月23日)されており、ユン・ピョウの主演映画『チャンピオン鷹』と2本立てで公開された。そのNG集の主題歌をチェッカーズ（「今夜はCまでRock'n' Roll」）が担当した。
2014年12月に発売された国内版ブルーレイでは1985年当時の香港未公開NGカット版付五福星のフィルムがニュープリントテレシネ/HDリマスタリングで全編収録されており、公開から約30年を経てようやくソフト化が実現した。

## 日本版サウンドトラック
日本での劇場公開時は日本オリジナルのサウンドトラックがポニーキャニオンより発売された。主題歌を含む3曲は、当時ソロになって間もない陣内孝則が歌っており、その他台詞入りの映画の1シーンを収録した構成となっている。2012年現在は絶版で入手は困難。主題歌はシングルカットされた。サントラの何曲かは「大福星」と「酔拳」と「ドラゴン」シリーズの曲をまとめたベストアルバム「香港EXSPURES」に収録されていた。「香港ＥＸＳＰＵＲＥＳ」のＬＰにはサントラ曲は未収録である。
オリジナルはサモのコミックソングになっていた。他の映画では出演者達と歌ったり女性歌手とのデュエットソングなどがあるためサモのソロは珍しい。
以下は収録曲（38分13秒）。
1. 主題歌「SUPER SUPERSTAR」／歌：陣内孝則　作詞：リンダ・ヘンリック　作曲・編曲：佐久間正英
2. THE 5 LUCKY STARS -セコ泥五人組-
3. 誤認逮捕！ニセ札犯（「SUPER SUPERSTAR」VARIATION）
4. マフィア軍団 -出迎え-
5. ゴッド・ファーザー -出所のテーマ-
6. 二人の刑事と二人のエンジェル（「SUPER SUPERSTAR」VARIATION）
7. ANGEL／作曲・歌：陣内孝則　作詞：高橋研・陣内孝則　英訳詞：リンダ・ヘンリック　編曲：佐久間正英
8. 追跡！ローラー・スケーティング～激突（「SUPER SUPERSTAR」VARIATION）
9. ゴッド・ファーザー -原版を取り返せ！-
10. マフィア軍団 -出動-
11. WINNERS & SINNERS -発見！ニセ札原版-
12. エンジェル救出作戦（「SUPER SUPERSTAR」VARIATION）
13. THE 5 LUCKY STARS -隊長と五人の仲間-
14. 幸せのエンジェル（「ANGEL」VARIATION）
15. 踊れAngel（「ANGEL」日本語バージョン）／歌：陣内孝則

## 主題歌

### 香港版
『福星高照』
歌：サモ・ハン・キンポー

### 日本版
『SUPER SUPER STAR』
歌：陣内孝則

## シリーズ
- 福星シリーズ
  - 五福星（1983年）
  - 香港発活劇エクスプレス 大福星（1985年）
  - 七福星（1985年）
  - 十福星（中国語版）（1986年）
  - 福星闖江湖（中国語版）（日本未公開、1989年）※サモは降板
  - 五福星撞鬼（中国語版）（日本未公開、1992年）※サモが復帰
  - 運財五福星（中国語版）（日本未公開、1996年）